# 仙寿院 (南部利直側室)
仙寿院（せんじゅいん、正字：仙壽院、慶長9年（1604年） - 延宝元年（1673年））は、江戸時代初期の女性で、盛岡藩初代藩主（南部家27代当主）南部利直の側室。八戸藩初代藩主である南部直房の生母。

## 生涯
盛岡藩士・中里嘉兵衛正吉の娘として生まれる。中里氏は岩泉町中里を治める小領主であった。寛永5年（1628年）に直房を出産した。ただし、直房の名は八戸藩の立藩のときから名乗ったもので、それまでは母方の姓を用いて中里直好（中里数馬）を名乗った。直房が八戸藩主になると、寛文5年（1665年）8月に第2代八戸藩主南部直政の生母である霊松院と共に八戸に居住する。信仰心が厚い人物であったと伝えられ、『八戸藩日記』の寛文5年の記録には、八戸に到着して間もなく城下の各寺社に参拝したことが記されている。
八戸市には仙寿院の誕生地である岩泉の中里に由来するものとして、中里から移された八戸の来迎寺地蔵菩薩があるほか、八戸の市街地に岩泉丁の地名が残る。